# مبرد أظافر

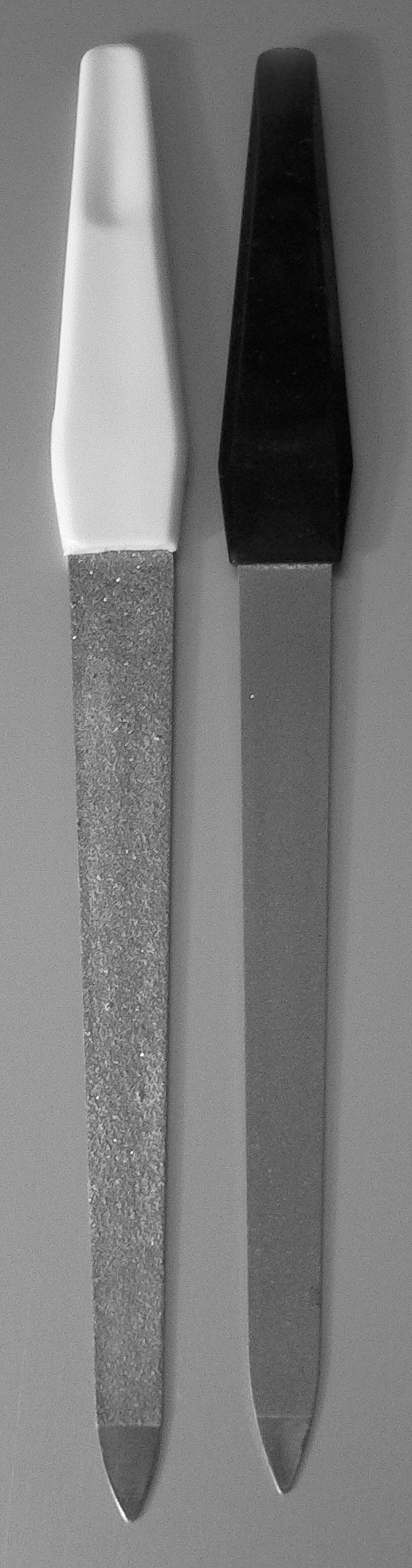
مبارد أظافر

مبرد الأظافر هو آداة تُستخدم في برد وتشكيل حواف الأظافر. وعادة ما يُستخدم المبرد في العناية بالأيد والقدم وتجميلهما، وذلك بعد أن يتم قص وتشذيب الأظافر عن طريق قلامات الأظافر المناسبة. وهناك أنواع عديدة من مبارد الأظافر ومنها مبارد الورق المقوى، والمبارد الملساء، والزجاجية؛ والمبارد الحديدية بالكامل، والحديدية المطلية بأكسيد الألومنيوم (الياقوت الأزرق).

## الخامات

### مبرد الورق المقوى

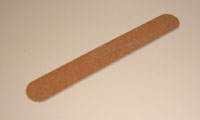
مبرد الورق المقوى

يتكون مبرد الورق المقوى من قطعة من الورق المقوى الذي يدخل في مكوناته مادة الصنفرة الخشنة، أو من قطعة من ورق الصنفرة الخشن ملصوقة على ورق مقوى، وبهذا يتمتع المبرد بالخشونة والمرونة معًا. ويستعمل هذا المبرد في العناية بأظافر الأيدي والقدمين. ويستعمله أيضًا خبيرو العناية بجمال اليد من أجل نحت وصقل الأظافر في جلسات العناية باليد والقدم. وتتميز المبارد الورقية بسعرها الزهيد وسهولة التخلص منها، لذا فهي بديل صحي للمبرد الحديدي. وجاء أول تسجيل براءة اختراع لهذا المنتج على يد ج. باركر براي، من نيويورك، في 1883.
أغلب أنواع مبارد الورق المقوى أقل قساوة من المبارد الحديدية، ومن ثم قد تتطلب عملية تشكيل الأظافر وقتًا أطول باستخدام مبارد الورق المقوى. ولكن قد يعرض استخدام العديد من الأشخاص مبرد واحد دون اتباع إجراءات التعقيم إلى انتقال الأمراض. وحيث أن مبارد الورق أقل ثمنًا من المبارد الحديدية، فيمكن التخلص منها بعد أن يستخدمها فرد واحد. ويمكن أن يصقل ويُشكل الظفر بدقة عن طريق استخدامه تمريره بخفة وفي خطوط مستقيمة في اتجاه واحد على طرف الظفر. يتطلب تقصير الأظافر الطويلة جدًا من عشرين إلى ثلاثين تمريرة خفيفة، ويتطلب تشكيل الأظافر العادية الطول من خمس إلى عشر تمريرات.
ويُعرف عن عازفي الجيتار استخدام مبارد الورق المقوى في صقل وإزالة الزوائد الجلدية (الكالو) التي قد تعلق بأوتار الجيتار.

#### ضربات المبرد
اعتاد لاعبو كرة القاعدة والكريكت استخدام مبارد الورق المقوى من أجل كشط الطبقة الخارجية للكرة لأن ذلك يجعل سطح الكرة أكثر خشونة، وبذلك يسهُل على اللاعب إحكام قبضتة عليها والتحكم فيها. وبالإضافة إلى ذلك، تغير الخدوش السطحية من الديناميكية الهوائية حول الكرة مما يجعلها أكثر عرضة للدوران أو الحركة عند إلقائها. ولكن يعتبر قانون لعبة كرة القاعدة و الكريكت التلاعب بالكرة باستخدام مبارد الورق المقوى غش.
وفي دوري كرة القاعدة الكبير عام 1987 تم إيقاف اللاعب جو نييكرو عن المشاركة لمدة 10 مباريات بعد واقعة مشينة وهي اكتشاف مبرد ورق مقوى في جيبه، ولكن نييكرو أدعى أنه كان يستخدمه في تقليم أظافره.

### مبارد الزجاج

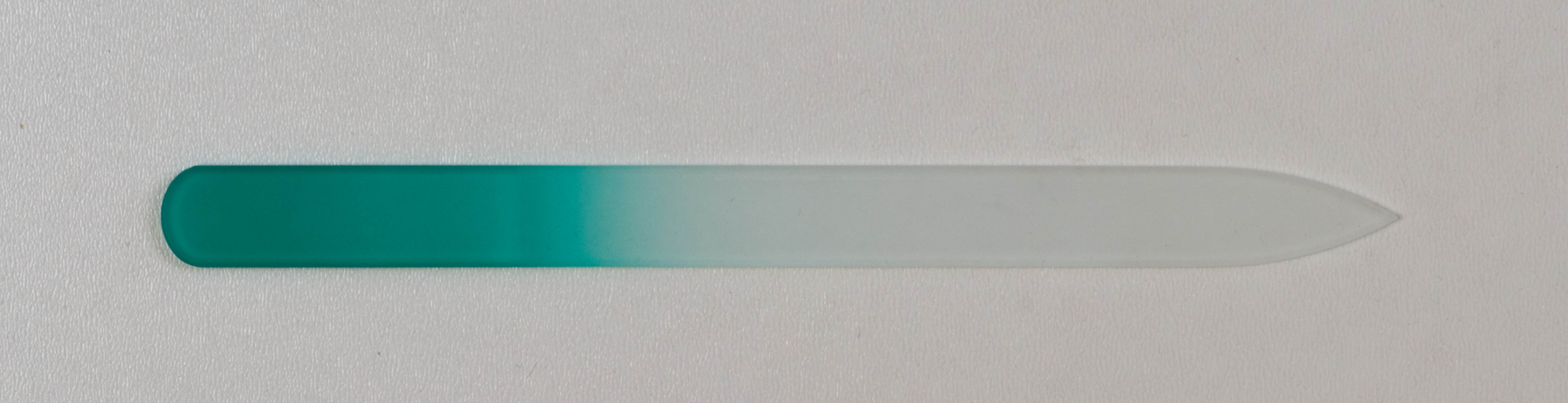
مبرد زجاجي ملون

أصبحت مبارد الزجاج متوفرة بكثرة في الأونة الأخيرة. وتمتاز مبارد الزجاج بسطحها الأملس والمتساو وبذلك فأنها لا تقصف الأظافر، وذلك على عكس مبارد الورق المقوى أو المبارد الحديدية. ولذا يفضل خبراء تجميل الأيدي هذا النوع من المبارد بالرغم من صعوبة الحصول عليه في المتاجر في بعض الأحيان.

## خلفية تاريخية
وبالرغم من أن مبرد الأظافر بشكله الحديث ظهر في أواخر القرن التاسع عشر، إلا أن هناك براهين تثبت وجود أدوات تشبه مبارد الأظافر في وقت أقدم من ذلك. ومثالًا على ذلك ماري أنطوانيت التي عُرف عنها هوسها بالمبرد، وكان حينها آداة تشبه مبرد الأظافر مصنوعة من الحجر الخفاف.